# THE BRJ
『THE BRJ』（ザ ビーアールジェイ）は、2017年9月20日にポニーキャニオンから発売されたベイビーレイズJAPANのオリジナルアルバム。
ミニアルバム形態でのリリースは初となる。

## 概要
デビュー5周年に合わせ新曲5曲を収録したミニアルバム。またこの5曲を加えて持ち曲が69曲となる(未収録曲アバタガエクボを加え、バージョン違いの曲を除いた数）。初回限定盤はDVDとデジタルビンゴカード (入力期限：2017年9月25日(月))付き。

## 収録曲
1. 何度でも
（作詞、作曲：Eiji Nakayama、編曲：tatsuo）
2. くびったけエンジョイサマー！
（作詞、作曲、編曲：Keita Miyoshi）
3. スパイラル
（作詞、作曲：秋野温、編曲：鶴）
4. アンチヒーロー
（作詞：渡邊璃生、児玉雨子、作曲、編曲：Kuboty）
5. 僕らはここにいる
（作詞、作曲、編曲：堀江晶太）

### 初回限定盤DVD
1. 僕らはここにいる Music Video
2. 僕らはここにいる Dance Ver.
3. 僕らはここにいる Music Video Making
4. THE BRJ Jacket Making
5. みんなでエモーショナルアドベンチャー！ Photo Book Making